# スマート枝豆
スマート枝豆（スマートえだまめ）は、佐賀大学とオプティムが協働で2017年に試験栽培し、福岡市内のデパートで販売された枝豆のブランド名。通常の枝豆の3倍の価格で販売されたが、2日間で完売し、消費者からは好評だった。
散布される農薬の量を減らすことを目的とした試験栽培が佐賀大学農学部が監修となって佐賀県内で行われた。
手順としては以下のようになる。
1. ドローンを用いて農地の画像を撮影する。
2. 撮影した画像をAIで解析し、害虫や病気の発生状況とその場所を特定する。
3. 農薬散布用のドローンで、上記の該当箇所にピンポイントで農薬を散布する。

既存の手法では、人工衛星から撮影された画像を用いており、解析制度や画像の分解能の問題からピンポイントでの農薬散布は困難であった。
これによって、散布された農薬量は通常の10分の1以下に減っており、収穫された大豆の残留農薬量も「未検出（検出限界以下）」となった。
ドローンを用いたピンポイント農薬散布の農法の確立は、世界初の事例となる。
収穫された大豆は枝豆用として、「極めて低農薬」であることを訴求し「スマートえだまめ」のブランドで販売された。
この成功を受けて、オプティムは2018年より事業を本格展開、200人以上の農家がパートナーに応募した。